# Лука, Лиасос
Лиасос Лука (греч. Λιάσος Λουκά; род. 1 февраля 1980, Лимасол, Кипр) — кипрский футболист, полузащитник. Главный тренер клуба второго кипрского дивизиона «Красава» (Ипсонас).
Воспитанник клуба «Неа Саламина», за который начал играть на профессиональном уровне. Привлекался к играм за сборную Кипра (U-21) в отборочных турнирах молодёжных чемпионатов Европы 2000 и 2002 годов. В январе 2004 года перешёл в греческий ПАОК. В матче квалификации Лиги чемпионов 2004/05 против «Маккаби» (Тель-Авив), завершившемся победой израильтян со счётом 2:1, был выпущен на замену, однако из-за имевшейся у него неотбытой двухматчевой дисквалифицикации с Кубка Интертото 2000 (где он, играя за прежнюю команду, был удалён в матче против «Аустрии») ПАОКу было присуждено техническое поражение со счётом 0:3. Зимой покинул ПАОК, после чего играл за кипрские клубы АЕЛ, «Неа Саламина», АЕП, АЕК (Куклия) и «Кармиотисса». В «Кармиотиссе» начал тренерскую карьеру, ещё будучи игроком. В 2017 году тренировал «Неа Саламину». В качестве главного тренера выводил из второго кипрского дивизиона в первый «Кармиотиссу» (в 2016 году), «Арис» (в 2021) и АЕЗ (в 2023). В феврале 2024 года возглавил клуб «Красава» (Ипсонас), уйдя по обоюдному согласию сторон из АЕЗа после разгромного поражения от «Этникоса Ахна» (1:4).
Отец Тоннис Лука был тренером «Кармиотиссы» в 1986 году, когда она была допущена до соревнований Кипрской федерации футбола.